# Kaliwerk Gewerkschaft Walter
Das stillgelegte Kalibergwerk Gewerkschaft Walter liegt etwa 1,4 km nordöstlich von Hauteroda, einem Ortsteil der Stadt An der Schmücke im thüringischen Kyffhäuserkreis (vergleiche nachstehenden Lageplan). Nur etwa 225 m Luftlinie vom Schacht Walter entfernt liegt Schacht Irmgard der gleichnamigen Gewerkschaft. Beide Gewerkschaften bauten am Südrand der Hohen Schrecke eine flachwellige, zumeist aus konglomeratischem Carnallitgestein bestehende Kalilagerstätte ab. Obwohl beide Schachtanlagen miteinander durchschlägig waren, soll im Folgenden aus handelsrechtlichen Gründen die juristisch eigenständige „Gewerkschaft Walter“ mit ihrem Grubengebäude aus den zurzeit zugänglichen Archivalien bzw. Statistischen Jahrbüchern dargestellt werden.
Im Jahre 1910 wurde mit dem Abteufen des Schachtes Walter begonnen, im November 1911 hatte er seine Endteufe mit 430,5 m erreicht. Die Gewinnung von Carnallitit und Hartsalz erfolgte ab 1912. Die bergmännische Abbaumethode war das Kammerbau-Verfahren. Die Verarbeitung der geförderten Salze geschah in Fabrikanlagen der „Gewerkschaft Heldrungen II“. Im Jahre 1924 wurden die Schachtanlagen Walter und Irmgard gemäß § 83a der Stilllegungsverordnung endgültig stillgelegt (nähere Erläuterungen zu den betreffenden Rechtsvorschriften: siehe unter Abschnitt „Stilllegung des Kaliwerkes“).

## Such- und Erkundungsarbeiten
Im Jahr 1861 gelang es chemischen Fabriken im Staßfurter Raum, die als „unrein“ bezeichneten, beim Abteufen der ursprünglich nur auf die Gewinnung von Steinsalz zur Anreicherung der schwachen Sole der Staßfurter Saline niedergebrachten Schächte v. d. Heydt / v. Manteuffel vorgefundenen carnallitischen Salze für eine technische Verwendung nutzbar zu machen. Es war möglich geworden, das in diesen Salzen enthaltene Kaliumchlorid (KCl) zu lösen und letztlich als Düngemittel in der Landwirtschaft zu vermarkten. Und das Bekanntwerden dieser Kalisalzfunde – das „Staßfurter Berggeschrey“ – regte auch an Unstrut und Finne die Suche nach solchen Salzlagerstätten an. Die seit Menschengedenken bekannten und auch teils genutzten Solequellen in der näheren und weiteren Umgebung ließen auch hier das Vorhandensein von Salzen im tieferen Untergrund vermuten. Ein Industrieller namens Emil Sauer 1 engagierte sich zuerst bei der Suche und Erkundung von zum Abbau geeigneter Kalilagerstätten. Mit Gründung der „Kalibohrgesellschaft Heldrungen“ im Jahre 1897 begann er umfangreiche und letztlich erfolgreiche geologische Erkundungsbohrungen. Eine nordöstlich von Hauteroda im Dornbachtale niedergebrachte Bohrung, Tiefbohrung VII, erbohrte von 355,24 m bis 403,00 m Teufe Kalisalze mit einem Gehalt von 23,82 % bis 26,98 % Chlorkalium; des Weiteren von 396,01 m bis 403,15 m und von 407,59 m bis 413,00 m Teufe hochprozentigen Sylvinit mit einem Gehalt bis zu 43 % Chlorkalium. Diese Bohrung liegt zwischen den Schachtansatzpunkten der später geteuften Schächte Walter und Irmgard.
1 Emil Sauer aus Berlin gründete 1887 die Gewerkschaft Wilhelmshall bei Anderbeck, 1897 die Kalibohrgesellschaft Heldrungen und in der Folge die Gewerkschaften Heldrungen I und II, Walter und Irmgard sowie später, 1905, die Kalibohrgesellschaft Neuhof, die am 1. Dezember 1905 durch notariellen Akt in die Gewerkschaft Neuhof umgewandelt wurde.

## Die geologischen und hydrogeologischen Lagerstättenbedingungen

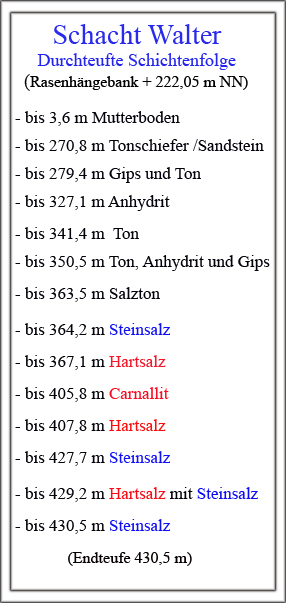
Geologisches Profil des Schachtes Walter

Das Grubenfeld der Gewerkschaft Walter befindet sich auf der Südwest-Flanke des Heldrunger Sattels. Dieser streicht parallel zum Roßlebener Sattel, welcher zum nordöstlichen Teil der Hermandurischen Scholle gerechnet wird. Schacht Walter erreichte das Kaliflöz Staßfurt bei 364,2 m Teufe. Die oberen Partien dieses rund 44 m mächtigen Flözes mit fast söhliger Lagerung bestehen aus Hartsalz mit einem Durchschnittsgehalt von 21 % Kaliumchlorid (KCl).
Einzelne Partien erreichten bis zu 30 % KCl. Die liegende Fazies des Kaliflözes Staßfurt von 2 m Mächtigkeit unmittelbar in Schachtnähe besteht ebenfalls aus Hartsalz mit einem Chlorkaliumgehalt von durchschnittlich 19,1 %. Die Zwischenschicht besteht aus Carnallit mit bis zu 18,4 % KCl (vergleiche nebenstehendes Schichtenprofil). Hydrogeologisch ist das gesamte Gebiet der an Unstrut und Finne gelegenen Kalischächte gekennzeichnet durch die starke Wasserführung des Buntsandsteins, insbesondere der Rogensteinzonen des Unteren Buntsandsteins. Zuflüsse beim Abteufen der Schächte bis zu 4 m³ / min waren nicht selten.

## Der Betrieb des Kaliwerkes

### Die finanziell-betriebswirtschaftlichen Verhältnisse
Gründung: Die Gewerkschaft Walter wurde erst 1910 gegründet. „Gründungsvater“ war der Industrielle Emil Sauer aus Berlin, der sich bereits mit Gründung der Kalibohrgesellschaft Heldrungen im Jahre 1897 der Suche und Erkundung von zum Abbau geeigneter Kalilagerstätten widmete. Aus einer Vielzahl ihm verliehener Grubenfelder entstand u. a. die Bergwerksgerechtsame Walter mit 2.210,7145 ha in den Gemarkungen Oberheldrungen und Bretleben. Aus dieser wurde später der südliche Feldesteil abgetrennt und auf die Gewerkschaft Irmgard übertragen. Diese recht komplizierte bergrechtliche Konstruktion diente vermutlich der Erlangung zusätzlicher Beteiligungsquoten, ein damals nicht unüblicher Vorgang (vergl. Lageplan rechts).
Anzahl der Kuxe:
1.000 Stück, davon befanden sich vor dem Besitzübergang der Gewerkschaft an die Kali-Industrie AG  251 Stück im Besitz der Deutschen Kaliwerke und 250 Stück im Besitz der Gewerkschaft Hedwigsburg mit Sitz im niedersächsischen Hedwigsburg.
Interessen- und Betriebsgemeinschaft:
Mit den Gewerkschaften Heldrungen II und Irmgard bestand eine Betriebsgemeinschaft mit einer Laufzeit von 50 Jahren. Durch Beschluss der Gewerkenversammlung vom 17. Dezember 1924 wurde diese Betriebsgemeinschaft aufgelöst.
Tagesanlagen: Kauengebäude mit Büro, Werkstätten mit Magazin, eine Pumpstation, das definitive Fördermaschinengebäude mit elektrischer Fördermaschine mit Pufferbatterie, Ventilatorgebäude mit Ventilator (sogenannter Hauptgrubenlüfter), Verbindungsbahn mit dem Schacht Heldrungen II von 3,5 km Länge, Wohnhaus für den Betriebsführer, zwei Grundstücke mit Wohnungen für neun Arbeiter. Der elektrische Strom wird von der Zentrale der Gewerkschaft Heldrungen II bezogen. Außerdem über Heldrungen II Überlandanschluss an das Überlandwerk Bretleben. Diese Gewerkschaft hatte auch die Verarbeitung der auf Walter gewonnenen Salze übernommen.
Hier einige statistische Zahlen aus den Jahren 1912 bis 1914:
1911: Die Gewerkschaft Heldrungen I hat einen Teil ihrer Felder abgetrennt und eine neue „Gewerkschaft Walter“ gebildet. Diese teuft einen Schacht bei Hauteroda ab. Tiefe zurzeit etwa 150 m. Tagesbauten werden errichtet. Elektrische Kraft von Heldrungen II. Betriebsführer für Walter: Obersteiger Klaube.
1912: Vorstand: Emil Sauer in Berlin. Direktor: Franke in Oberheldrungen. Betriebsführer: Obersteiger Schulze (in anderen Quellen Obersteiger Krämer).
1913 wie 1912: Des Weiteren: Aus- und Vorrichtungsarbeiten. Die Salze werden auf Heldrungen II verarbeitet. Anschlussgleis nach Heldrungen II. Elektrische Kraft von Heldrungen II. Belegschaft: 100 Mann. 1914 wie 1913.

### Der Schachtbau
Das Abteufen wurde zunächst mit provisorischen Mitteln begonnen; Ende August 1910 in vollem Umfang maschinell weiter vorangetrieben. Wie im Detail und welches Schachtbauunternehmen diese Arbeiten ausführte wäre noch zu recherchieren. Bis zu einer Teufe von 80 m wurde der Schacht ausgemauert, da dieser Teil wasserfrei war. Später stellten sich Wasserzuflüsse ein und so musste der Schacht bis 245 m mit Tübbings ausgebaut werden. Bei dieser Teufe wurden die Wässer abgeschlossen. Zur Sicherheit wurde noch ein weiterer Keilkranz bei 251 m gelegt und noch ein kurzer Satz Tübbings eingebaut. Von da ab wurde der Schacht wieder ausgemauert.
Höhe der Rasenhängebank: + 222,05 m NN. Gesamtteufe: 430,5 m.
1. Sohle: −153,7 m NN (376-m-Sohle).
2. Sohle: −187,1 m NN (409-m-Sohle).
Der Abstand zum Schacht Irmgard beträgt etwa 225 m Luftlinie.

### Aus- und Vorrichtung, Abbau- und Versatzverfahren
Das eigentliche Abbaufeld befindet sich südöstlich vom Schacht auf einer Zwischensohle unterhalb der 1. Sohle und umfasst 10 Abbaukammern (Nr. 6 bis 16) unterschiedlicher Länge. Die längste Abbaukammer, Abbau Nr. 14, hatte eine Länge von 240 m bei einer Breite von ca. 15 m. Die Breite der Sicherheitspfeiler zwischen den Abbaukammern betrug 10 m. Angaben zur Firsthöhe fehlen. Hingegen hatten die Abbaukammern Nr. 8 und 9 nur Längen bis 40 m, was auf stark wechselnde Mächtigkeiten des Kaliflözes Staßfurt hindeuten kann.
Von der 1. Sohle wurde fast schnurgerade eine rund 400 m lange Doppelstrecke nach Nordnordwest zur Lagerstättenerkundung vorangetrieben. Hier fand keine Gewinnung statt. Die Führung dieser Sohle nach Süden und Südosten hingegen ist stark wechselhaft, was wohl durch die Lagerungsverhältnisse des Flözes bedingt war. Auch hier zeigt das erhaltene bergmännische Rißwerk keine Abbautätigkeit. Von dieser Sohle aus wurde in westlicher Richtung eine Richtstrecke zum benachbarten Schacht Anna der Gewerkschaft Heldrungen II vorangetrieben. Ihre Länge beträgt ca. 490 m. Die gesamte Entfernung, die zu bewältigen gewesen wäre, beträgt rund 3 km.
Die Grubenfelder der Gewerkschaften Walter und Irmgard bilden faktisch eine Einheit. Sie werden hier jedoch aus handels- und bergrechtlichen Gründen separat abgehandelt. So grenzen auch beide Schachtsicherheitspfeiler an die Grenzen der jeweiligen Berggerechtsame (siehe obiger Lageplan). Nuancielle Unterschiede dieser beiden Schachtanlagen sind beispielsweise die Teufenlage der jeweils 1. Sohlen (bei Schacht Walter 376 m Teufe resp. 153,7 m unter NHN; bei Schacht Irmgard 384 m Teufe resp. 158,6 m unter NHN). Schacht Walter diente ausschließlich der Förderung beider Gewerkschaften, Schacht Irmgard hingegen war einziehender Wetter- und gemeinsamer Fahrschacht.
Über die Art und Menge des eingebrachten Versatzgutes liegen keine Angaben vor. Das Rißwerk weist auch Abbauörter im Steinsalz aus. Archivangaben zu Zahlenwerten über die Größenordnungen der Mengen abgebauten Steinsalzes, welche in den Verkauf kamen und wie viel Steinsalz als Versatzmaterial für die Abbaukammern im Carnallitit bzw. Hartsalz genutzt wurde, sind nicht bekannt. Somit ist auch der zum Zeitpunkt der Stilllegung der Schachtanlage noch offen gebliebene Grubenhohlraum nicht genau zu beziffern. Man schätzt, dem erhaltenen bergmännischen Rißwerk nach, den offenen Grubenhohlraum beider Schachtanlagen zum Zeitpunkt der Stilllegung auf etwa 125.000 m³. Inwieweit spätere oder noch aktive subrosive Veränderungen infolge Ersaufens dieser Bergwerke eine Zunahme der Hohlraumkonfiguration bewirkten, sei an dieser Stelle nicht zu bewerten.

### Die fabrikatorische Verarbeitung
Die geförderten Salze wurden per Gleis in die Fabrikanlagen der Gewerkschaft Heldrungen II transportiert und dort verarbeitet.
| Jahr    | 1913   | 1914   | 1915   | 1916   | 1917   | 1918   | 1919   | 1920   |
| K2O (t) | 4223,3 | 3696,0 | 2718,5 | 3370,0 | 6549,6 | 9089,9 | 7765,7 | 6413,1 |

1922 wurde die Absatzquote an andere Werke abgetreten.

## Die Stilllegung des Werkes
Zu Beginn des 20. Jahrhunderts erlebte die Bohrtätigkeit in Deutschland zur Suche von Kalisalz und Steinkohle einen wahren Boom.
Um die Ausuferung der Schaffung immer neuer Kaliwerke (sowie auch Steinkohlengruben) und damit Überproduktionen zu unterbinden, beschloss der preußische Landtag auf Antrag des Abgeordneten Karl von Gamp-Massaunen u. a. das „Gesetz, betreffend die Abänderung des Allgemeinen Berggesetzes vom 24. Juni 1865/1892, vom 5. Juli 1905 (G.B.S. 265)“, so bezeichnet als Lex Gamp.
Es führte zunächst zu einer vorläufigen Mutungssperre von zwei Jahren auf Kalisalze und Steinkohle. Das bedeutete, dass nur der Staat Bergwerkseigentum erwerben konnte. Dieser konnte es in Form eines zeitlich beschränkten dinglichen Gewinnungsrechts Dritten übertragen.
Die Lex Gamp war der Beginn weiterer staatlicher Eingriffe zur Vermeidung von Monopolbildungen bis hin zur Regulierung von Preisen und die durch maßlose Zunahme von Kalibergwerken bedingte Überproduktion. Letzterem diente auch die sogenannte Stilllegungsverordnung vom 22. Oktober 1921 („Verordnung betreffend Abänderung der Vorschriften zur Durchführung des Gesetzes über die Regelung der Kaliwirtschaft vom 18. Juli 1919“, (Reichs-Gesetzbl. S. 663)).
Im § 83a dieser Verordnung heißt es: „Eine Änderung der für die Einschätzung maßgebenden Verhältnisse bleibt bis zum 31. Dezember 1953 auf den Fortbestand und die Höhe der Beteiligungsziffer derjenigen Werke ohne Einfluss, welche bis zu diesem Zeitpunkt freiwillig stillgelegt werden. Eine dahingehende unwiderrufliche Erklärung ist bis zum 1. April 1923 (verlängert bis 31. Dezember 1926) der Kaliprüfungsstelle abzugeben. Diese setzt unter Berücksichtigung der wirtschaftlichen Verhältnisse, insbesondere der Salzvorräte, den Zeitpunkt fest, bis zu welchem die Stilllegung durchgeführt sein muss; einer Verlängerung dieser Frist über den 1. April 1924 hinaus ist nicht zulässig. Eine Stilllegung im Sinne dieses Absatzes bedingt, dass jede Förderung von nutzbaren Mineralien aus dem stillgelegten Schachte unterbleibt. Ausnahmen kann nur der Reichswirtschaftsminister nach Anhörung des Reichskalirates und der Kaliprüfungsstelle bewilligen.“
Die Kaliprüfungsstelle erteilte im Jahre 1924 der Gewerkschaft Walter auf ihren Stilllegungsantrag eine Beteiligungsziffer von 97,5 % der durchschnittlichen Beteiligung aller Kaliwerke.

## Zustand der Schachtanlage nach deren Stilllegung
Der Schachtdurchmesser des Schachtes Walter von ursprünglich 5,25 m erweiterte sich infolge des Zusammenbrechens des Grauen Salztones auf 10,5 m bei Teufe 333 m, 12,0 m bei Teufe 345 m sowie extreme 34,0 m bei Teufe 361 m. Ursache ist vermutlich die salinare Auflösung im darunterliegenden Carnallitit-Bereich durch in den oberen Schachtbereich eintretende Wässer.
Im Jahre 1939 sollte die stillgelegte Schachtanlage für Einlagerungszwecke genutzt werden. Nur unter größter Kraftanstrengung gelang das Aufwältigen der bereits zu diesem Zeitpunkt – also nur rund eineinhalb Jahrzehnte nach der letzten Seilfahrt- zu Bruch gegangenen Schachtröhre. Bis zur Teufe von 349 m konnte der Schachtausbau wieder gesichert werden. Die zunehmenden bergtechnischen Schwierigkeiten führten jedoch schließlich 1940 zur Aufgabe dieses Unterfangens. Die Schachtröhre wurde anschließend bis in eine Teufe von 330 m verfüllt. Welche Versatzmaterialien eingesetzt wurden, ist nicht belegt. Messungen nach 7 Monaten ergaben ein Absinken dieser Versatzsäule um einen Betrag von 6 m.
Die 1978 erfolgten Untersuchungen am Schacht Walter (siehe Bildergalerie untenstehend) ergaben u. a. die Höhe der im Schacht anstehenden Wässer bzw. Lösungen bei + 147,65 m NN. Der Schachtgrund wurde bei – 110,12 m NN angelotet. Die chemische Analyse aus einer Teufe von 330,17 m bei der in-situ-Temperatur von + 21 Grad ergab nachstehenden Gehalt an Einzelsalzen (alles in g/l): CaSO4 0,17; CaCl2 87,10; MgCl2 201,00; KCl 45,40; NaCl 38,70; Dichte 1,267 g/ml. Ähnliche Lösungszusammensetzungen finden sich in Laugenreservoiren des Hauptanhydrits.
Nach 1945 wurde die Schachtanlage zum Eigentum des Volkes erklärt; 1953 wurde sie vom VEB Kaliwerk „Heinrich Rau“ Roßleben in Rechtsträgerschaft übernommen. Mit Erlass der Verwahrungsanordnung der DDR vom 10. Oktober 1971 (DDR-GBl. II Nr. 73) wurde der Rat des Bezirkes Halle für eine Vielzahl von Alt-Kalischächten, sogenannte „Grubenbaue alten Bergbaus ohne Rechtsnachfolger“, zuständig; somit auch für Schacht Walter. Den Zustand des Schachtareals im Jahre 1978, anlässlich von Untersuchungsarbeiten am Schacht, zeigen nachstehende Fotos:

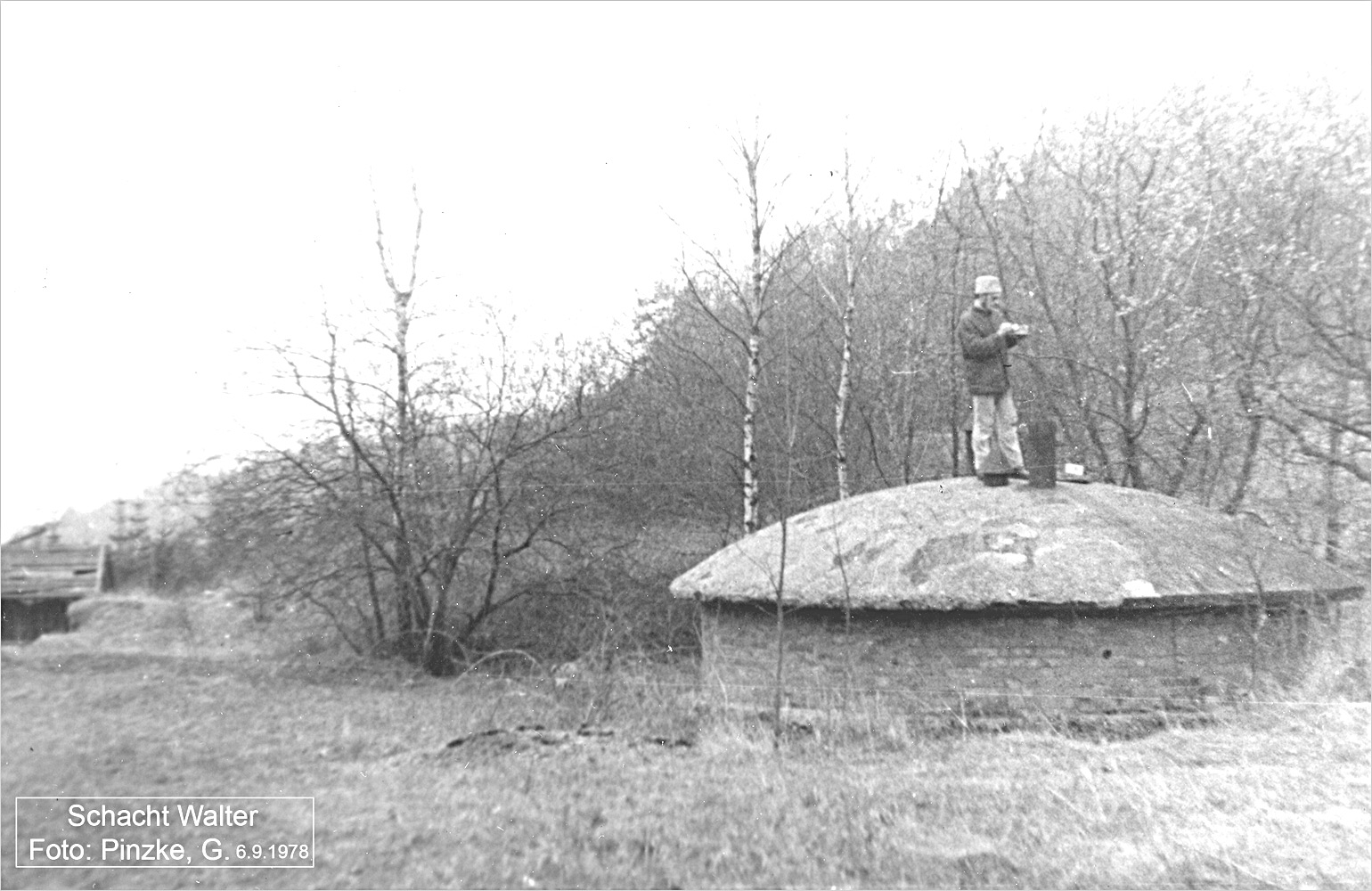
Untersuchungsarbeiten i. J. 1978
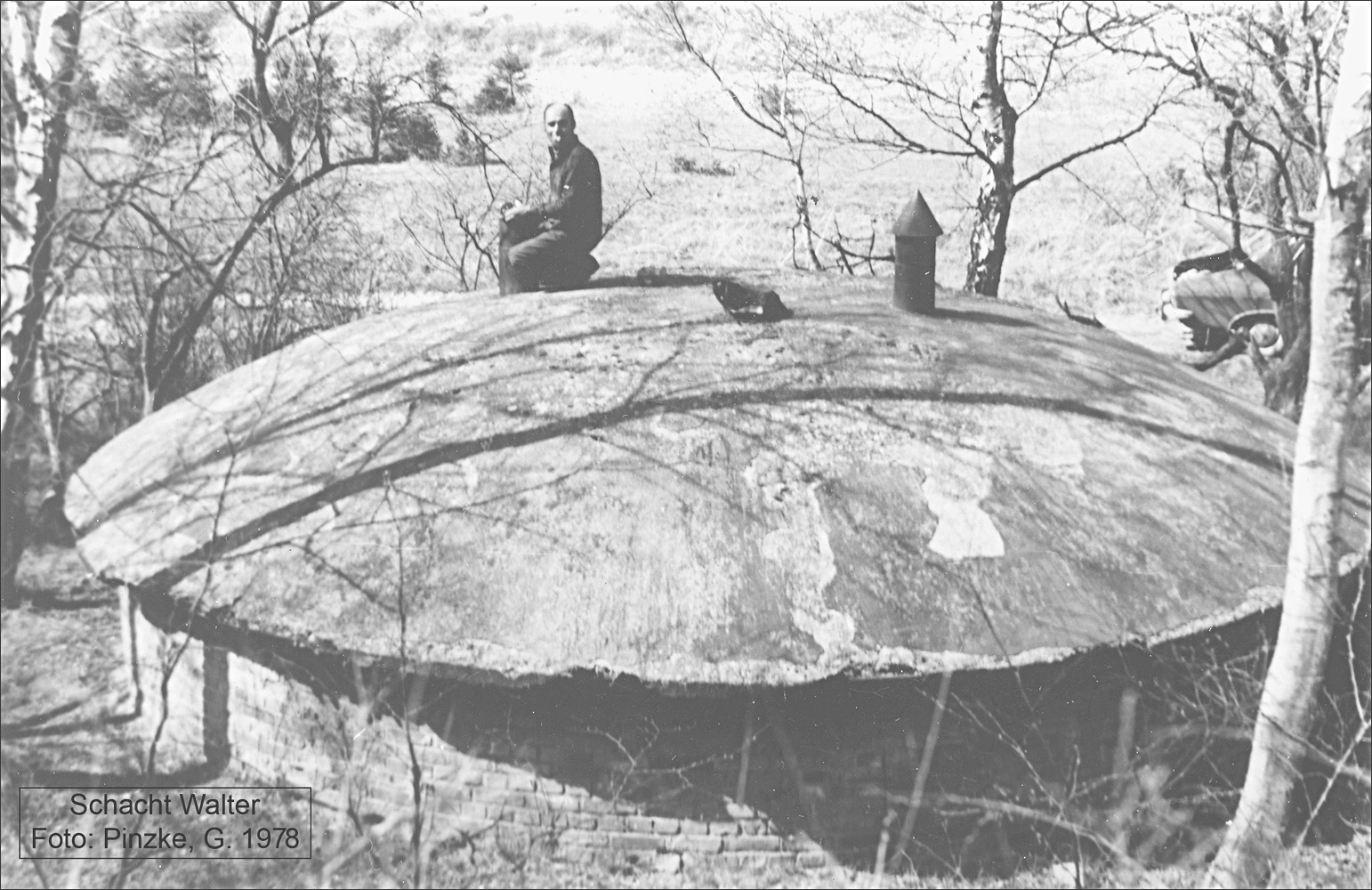
dito
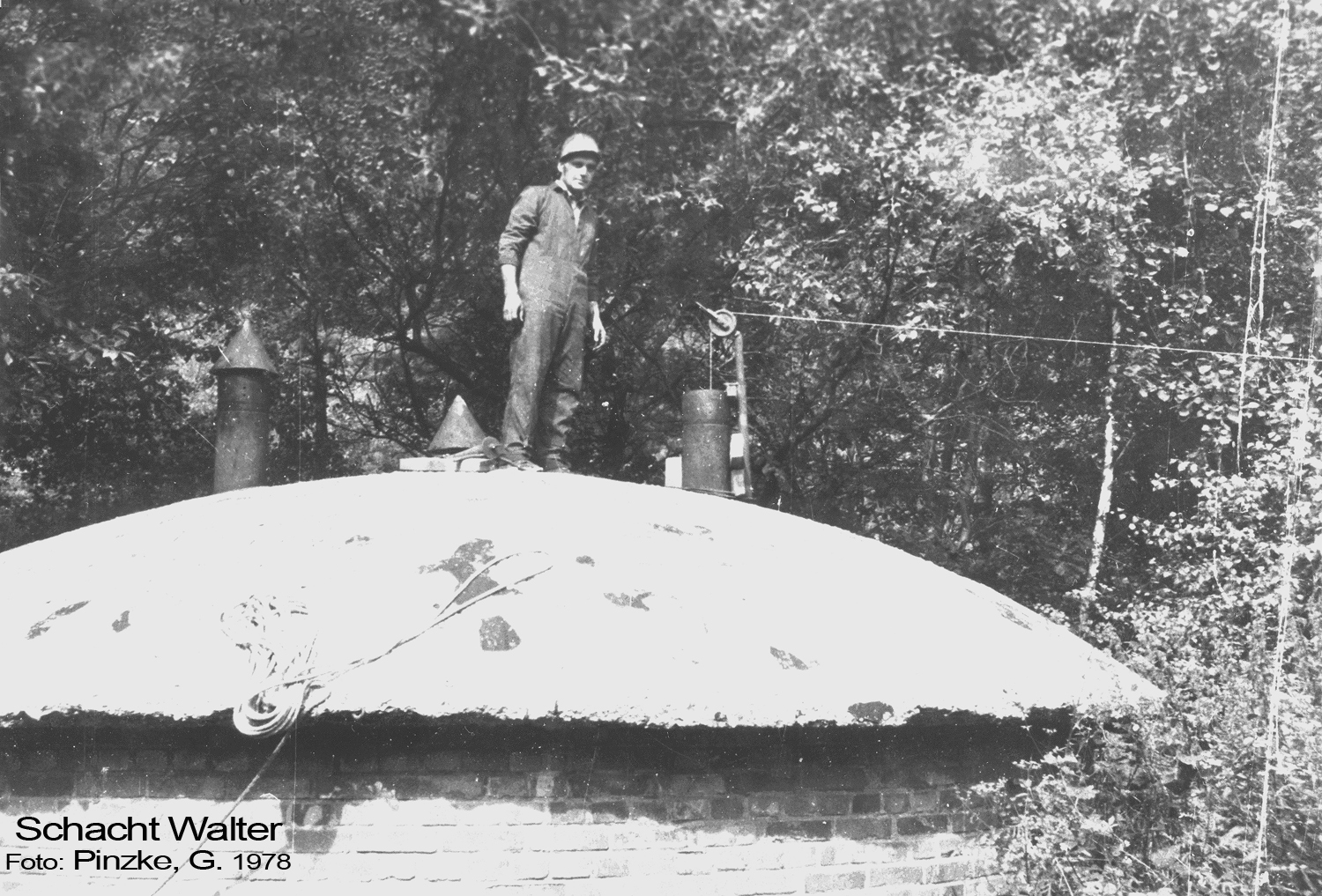
dito
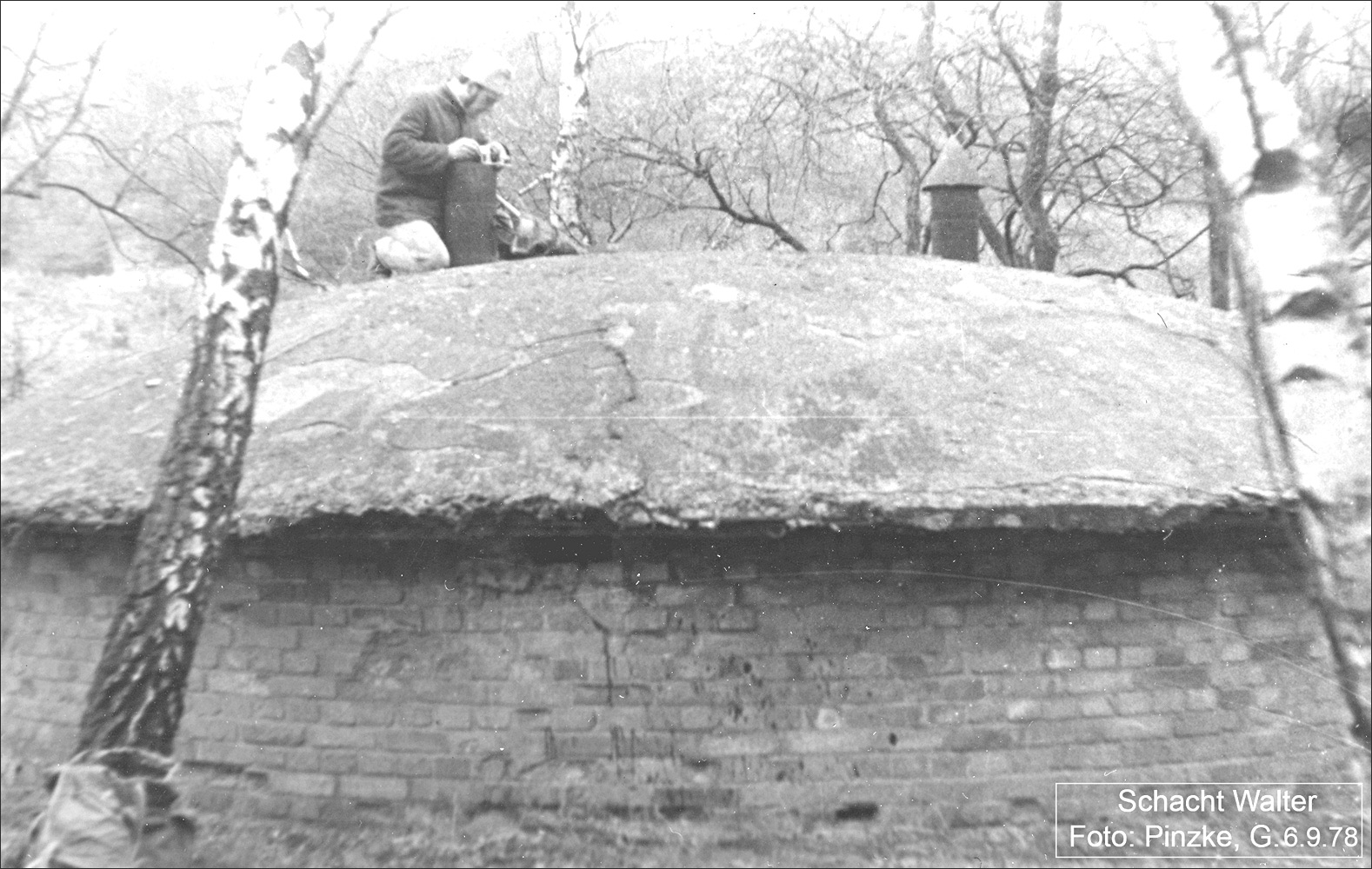
dito
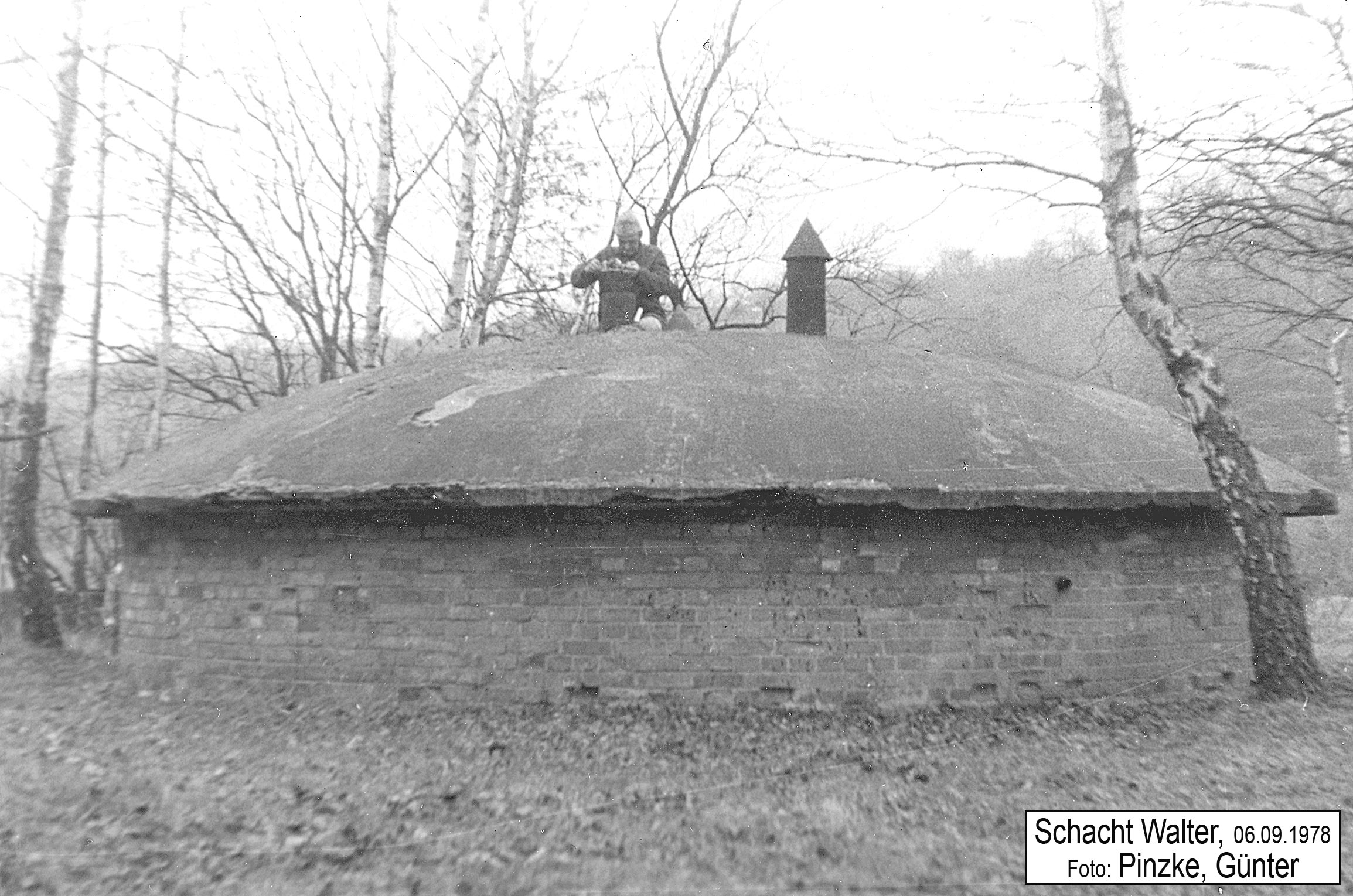
dito
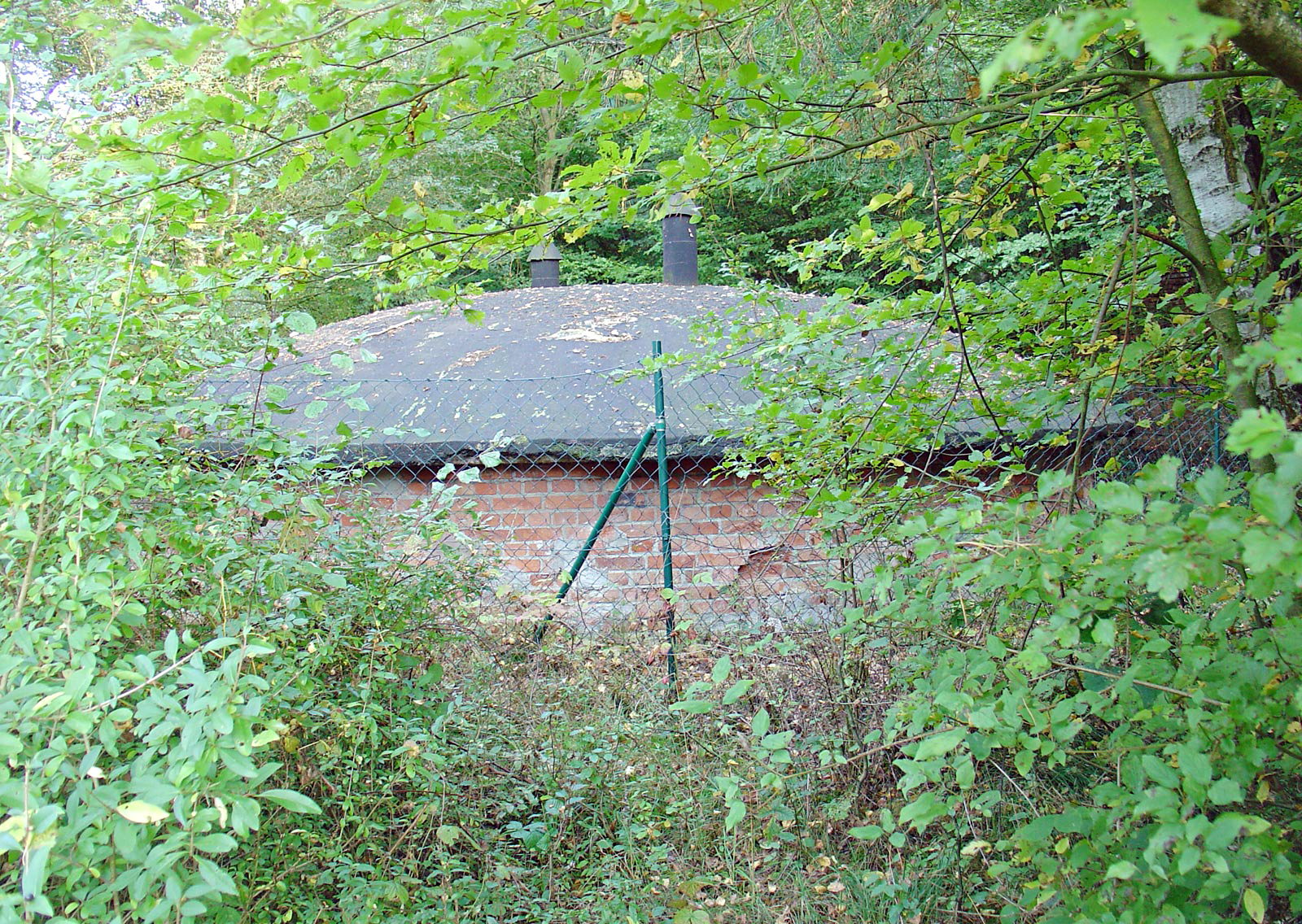
Ansicht der Schachtabdeckelung des Schachtes Walter im Jahre 2001
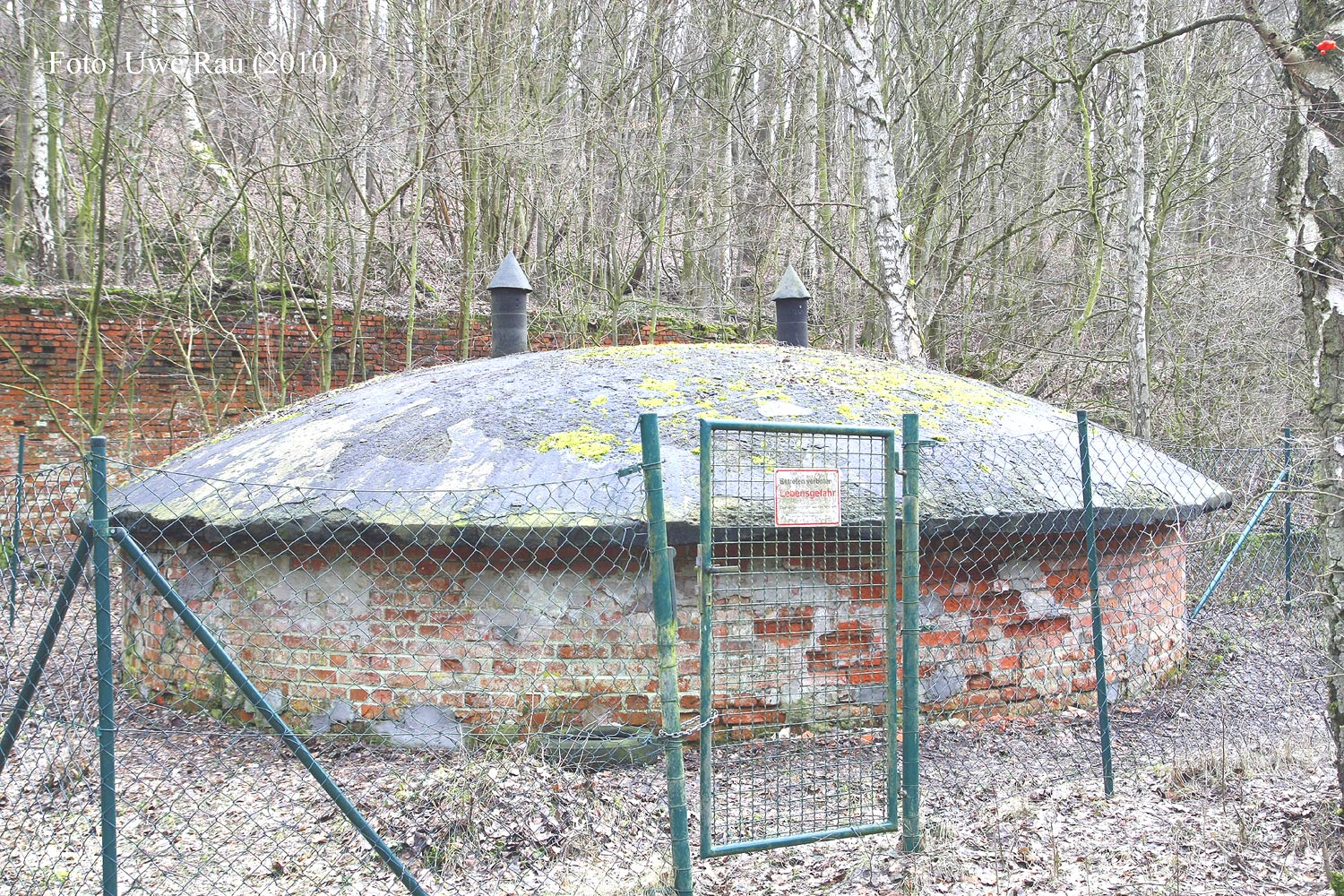
Ansicht der Schachtabdeckelung des Schachtes Walter im Jahre 2010

Mit dem Beitritt der DDR zum Geltungsbereich des Grundgesetzes galten diese stillgelegten Schächte auch als „stillgelegte Anlagen eines bergbaulichen Gewinnungsbetriebes, für den ein Rechtsnachfolger nicht vorhanden oder nicht mehr feststellbar ist“. Anstelle der Räte der Bezirke traten die jeweiligen Landesregierungen bis zum Erlass entsprechender ordnungsbehördlicher Vorschriften („Thüringer Gesetz über die Gewährleistung der öffentlichen Sicherheit und Ordnung in Objekten des Altbergbaus und in unterirdischen Hohlräumen (Thüringer Altbergbau- und Unterirdische Hohlräume-Gesetz – ThürABbUHG)“ vom 23. Mai 2001 (veröffentlicht im ThürGVBl Nr. 4 vom 31.05.2001, S. 41) i. d. F. der „Änderung durch das Thüringer Gesetz zur Anpassung von Behördenbezeichnungen in der Bergverwaltung vom 03.12.2002“ (GVBl S. 430, 431)) ein. Somit steht bis dato diese stillgelegte Schachtanlage ordnungsrechtlich bezüglich der Fürsorgepflicht zwecks Gefahrenabwehr in der Zuständigkeit des Thüringer Landesbergamtes (siehe auch „Leitfaden Verwahrung Tagesschächte“). Zur Gewährleistung der öffentlichen Sicherheit wurde die Schachtröhre 1940/41 abgedeckelt (siehe obige Fotos). Gegenüber 1978 zeigte diese Schachtkopfsicherung 2010 bereits größere Verwitterungsschäden. Der unmittelbare Zugang ist mittels Maschendrahtzaun vor unbefugtem Betreten gesichert. Schacht Walter und weitere dieser Relikte früherer bergbaulicher Tätigkeiten bedürfen auch weiterhin einer besonderen Fürsorge.